# 厄立特里亞禮天主教會

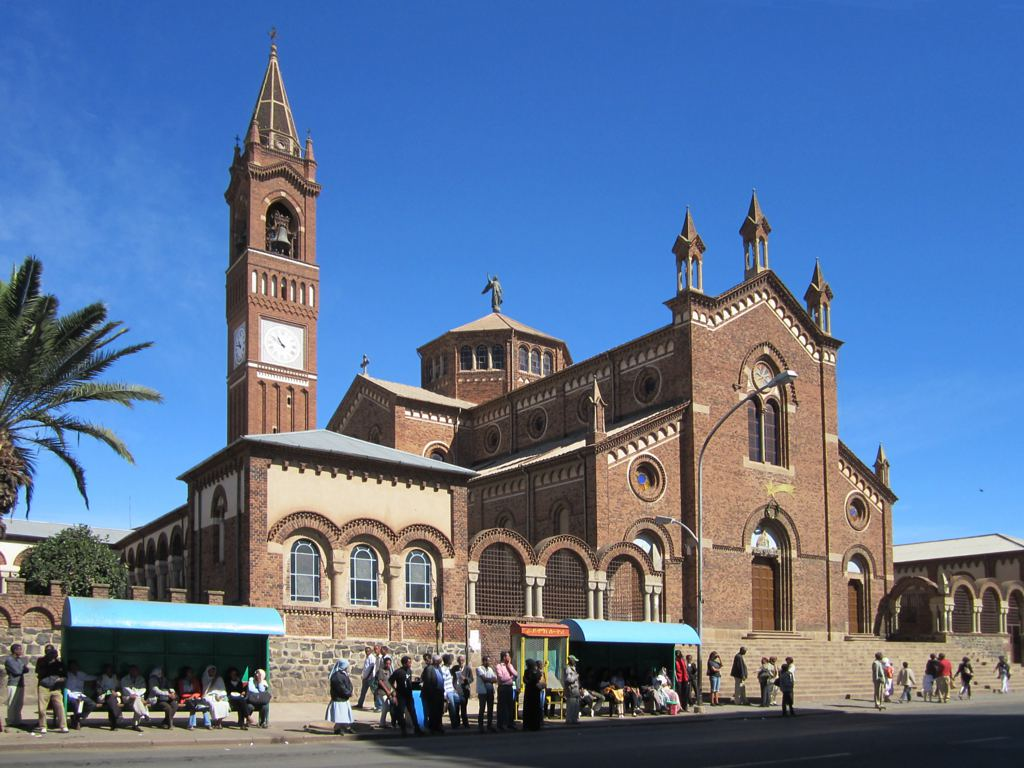
圣母玫瑰堂

厄立特里亞禮天主教會（拉丁語：Ecclesia Catholica Erythraea，羅馬化：Chiesa Eritrea）是天主教會的一部分，為亞歷山大禮拜儀式傳統的一個分支，是東儀天主教會成員之一，該教會是完全與天主教會共融的，易言之他們承認教宗的領袖地位。現在信徒主要分布在厄立特里亞。現任都主教為门格斯蒂布·特斯法马里亚姆。

## 歷史
1930年7月4日設厄立特里亞教長區，1951年10月31日升為阿斯馬拉代牧區。
2015年1月19日，厄立特里亞的四個衣索比亞禮教區從衣索比亞禮天主教會中分出，並組成厄立特里亞禮天主教會。厄立特里亞教會因此被升格為自治教會，阿斯馬拉教區並升格為都主教區，首任都主教為门格斯蒂布·特斯法马里亚姆。

## 現況
現時，厄立特里亞禮天主教會教座位於厄立特里亞首都阿斯馬拉的永援聖母主教座堂。在厄立特里亞設立了一個都主教區和三個教區。教會由一名都主教帶領三個主教和155,480名信徒。現在該教會主要使用阿拉伯語，作為禮儀中的主要語言。

## 教區
- 厄立特里亞禮天主教阿斯馬拉都主教區，都主教兼任厄立特里亞禮領袖
  - 厄立特里亞禮天主教克倫教區
  - 厄立特里亞禮天主教巴倫圖教區
  - 厄立特里亞禮天主教瑟格訥伊提教區

## 都主教列表
- 门格斯蒂布·特斯法马里亚姆都主教（2015年1月19日至今）

## 拉丁禮
當在1995年，兩個東方禮教區巴倫圖教區和瑟格訥伊提教區於厄立特里亞成立時，拉丁禮宗座代牧區同時被廢除。所有天主教徒，無論他們的拉丁禮或亞歷山大禮拜儀式傳統，均屬於東儀天主教會的自治教會管轄。
但是，全國仍然有拉丁禮天主教徒，其中大部分是厄立特里亞意大利人。然而，代牧區被廢除後，他們被委託給厄立特里亞東儀天主教會。在1940年，厄立特里亞意大利人率全國總人口的11％。但截至2010年只有900名厄立特里亞意大利人，當中大多是老年人。

## 外部連結
- 克倫教區 （页面存档备份，存于）
- 聖若瑟主教座堂（页面存档备份，存于）
- 近期厄立特里亞主教活動 （页面存档备份，存于）
- 2014年東儀天主教會統計